# Leone Minassian
Leone Minassian (* 8. Mai 1905 in Konstantinopel, Osmanisches Reich; † 1978 in Venedig, Italien) war ein italienischer Maler armenischer Abstammung. Er gehört zu den bedeutenden Vertretern der Abstrakten Malerei nach dem Zweiten Weltkrieg.
Leone Minassian wurde als Kind armenischer Eltern in Konstantinopel geboren. Er begann bereits mit 11 Jahren zu malen. Er bekam Kunstunterricht bei Leonardo De Manga und dem französischen Maler Albert Mille.
Seine Familie flüchtete vor der drohenden Verfolgung in der Türkei nach Italien. Sie lebte erst in Neapel, später in Venedig. In Neapel studierte Leone Minassian im Atelier des dänischen Malers Axel Jarl (1871–1950). Leone Minassian lebte in Venedig im Haus seines Onkels Pasquale Minassian und besuchte ab 1924 die Accademia delle Belle Arti. Er studierte bei Vincenzo De Stefani (1859–1937), Alessandro Milesi (1856–1945) und Amedeo Bianchi.
Zu Beginn seiner künstlerischen Tätigkeit sympathisierte Minassian mit dem Futurismus, der Kunst Giorgio De Chiricos und auch dem Surrealismus. Minassian war mit den Künstlern Alberto Viani, Giuseppe Santomaso, Giorgio Morandi und auch Hans Arp befreundet.
Später, nach dem Krieg, fand Minassian zu seiner eigenen speziellen malerischen Ausdrucksweise. Seine Bilder sind geprägt von in sich verschlungenen, pflanzenartigen Formen und Körpern in kraftvollen Farben. In den 1950er und 1960er Jahren fand seine Kunst internationale Beachtung. Er war Teilnehmer der documenta 2 1959 in Kassel und der Biennale von Venedig 1961.
Von 1947 bis 1977 war Minassian auch als Kunstkritiker für verschiedene Zeitschriften tätig, u. a. Vernice, Il taccuino delle arti, Il Gazzettino und La Fiera Letteraria.